# Kōji Yusa
Kōji Yusa (游佐浩二 Yusa Kōji), é um seiyū japonês, nascido em 12 de agosto de 1968,[carece de fontes?] em Fushimi-ku, Kyoto. Conhecido por seus papéis em Choja Raideen (como Raideen Búho), a série de Sonic (como Shadow the Hedgehog), Bleach (como Ichimaru Gin), Battle Vixens (como Zuo Ci e Huang Xu), Majin Tantei Nogami Neuro (como Eiji Sasazuka), Zettai Karen Children (como Kyōsuke Hyōbu) e Kamen Rider Den-O (como Urataros). Foi casado com a dubladora Mitsuhashi Kanako. Ganhou o Sinergy Award por Kamen Rider Den-O no 2° Seiyū Awards.

## Filmografia selecionada

### Animes
- ACCA: 13-ku Kansatsu-ka (Lilium)
- After War Gundam X (Demā Guraifu)
- AM Driver (Scene Pierce)
- Amatsuki (Kon Shinonome)
- Angel Links (Nikora)
- Ao não Exorcist (Renzou Shima)
- Ao não Exorcist: Kyoto Fujō Ō-hen (Renzou Shima)
- Astro Boy (Blues, staff member, pilot)
- Atashin'chi
- Baki the Grappler (Gaia Nomura)
- Banner of the Stars (Larnia)
- Battle B-Daman (Bodyguard)
- Black Jack (Doutor)
- Bleach (Gin Ichimaru)
- Blood+ (Gudolf, Archer Research Aide)
- Bonobono (Nan Nan)
- Boogiepop Phantom (Takashi)
- Brave Command Dagwon (Announcer, young pupil, delinquent)
- Case Closed (Ginji Tobita, Toshiya Tadokoro, Tetsuya Kawasaki, Hisashi Suguro, Ryōsuke Shiina, Damu official, Nagasaku Shirou)
- Chaotic (Codemaster Crellan)
- Choja Raideen (Ginga Torikai/Raideen Owl)
- Chrome Shelled Regios (Roy Entorio)
- Clamp School Detectives (Black-suited man #D)
- Claymore (Isley)
- Crayon Shin-chan (Salary man, Shō's father, masseur, others)
- Crest of the Stars (Larnia)
- Dai-Guard (Makise)
- Dazzle (Jenfūpu)
- Dennō Coil (Sōsuke)
- Doraemon (Man)
- Drifters (Flemi)
- DT Eightron (Beruku)
- Earth Maiden Arjuna (Adjutant #C)
- Eden of the East (Jintarō Tsuji)
- Ergo Proxy (Vincent Law)
- Eyeshield 21 (Rui Habashira, Shigeru Miyake, Simon)
- Fighting Spirit (Teste student)
- Full Metal Panic! The Second Raid (Tony)
- Gate: Jieitai Kanochi nite, Kaku Tatakaeri (Akira Yanagida)
- Ginga Legend Weed (Buruge)
- Gintama (Ayumu Tōjō)
- Goshūshō-sama Ninomiya-kun (Tasuku Okushiro)
- Gyakkyō Burai Kaiji: Hakairoku-hen (Tomohiro Miyoshi)
- Hakuouki (Sanosuke Harada)
- Hanamaru Kindergarten (Hanamaru Sensei)
- Hikaru não Go (Michio Shira, Kyōhei Katagiri, liege lord, others)
- Hoozuki não reitetsu (Hakutaku)
- Hungry Heart: Wild Striker (Haruki Ōmura, Minoru Fujimori, Koboku, others)
- Ikki Tousen Dragon Destiny (Zuo Ci, Xu Huang)
- Ikki Tousen Great Guardians (Zuo Ci)
- Initial D Second Stage (Thunders, others)
- Kara não Kyoukai (Cornelius Alba)
- The King of Braves GaoGaiGar (Steering committee)
- Kino's Journey (Salary man)
- Koi to Uso (Eōichi Nisaka)
- Koutetsu Sangokushi (Zhuge Jin, messenger, Gorotsuki)
- Kuroshitsuji (Lau)
- Lhes Misérables: Shōjo Cosette (Montparnasse)
- Lost Universe (Aku Gaki)
- Majin Tantei Nōgami Neuro (Eishi Sasazuka)
- MapleStory (Aroaro)
- Mob Psycho 100 (Kamuro Shinji)
- Nana (Nishimoto)
- Night Head Genesis (Kamiyashi)
- Nurarihyon não Mago (Nurarihyon (young))
- Nurarihyon não Mago: Sennen Makyo (Nurarihyon (young))
- Ookami Kakushi (Shunichirou Sakaki)
- Papuwa (Gionkamen Arashiyama, Kimura, Nagara River Cormorant)
- Pessoa -trinity soul- (Kiyofumi Nagai)
- Pokémon (Eūji, Mitsuji)
- Pupa (Shirō Onijima)
- Rune Soldier (Hero, adventurer #B)
- Saiunkoku Monogatari (Doushu)
- Seikon não Qwaser (Georg Tanner)
- Shijō Saikyō não Deshi Kenichi (Ikeshita)
- Shima Shima Tora não Shimajirō (Caster)
- Shōwa Genroku Rakugo Shinjū (Mangetsu Tsuburaya)
- Shōwa Genroku Rakugo Shinjū: Sukeroku Futatabi-hen (Mangetsu Tsuburaya)
- Shūmatsu não Izetta (Görz)
- Shura não Toki - Age of Chaos (Takato Mutsu, Asanosuke, Tōkichi)
- Slayers (Guard)
- Sonic X (Shadow the Hedgehog)
- The SoulTaker (Operator)
- Special A (Aoi Ogata)
- Star Ocean: The Second Story (Keith)
- Starry Sky (Mizushima Iku)
- The Story of Saiunkoku (Hanasana)
- Tegami Bachi Reverse (Lawrence)
- Terra Formars (Adolf Reinhard)
- Tetsuko não Tabi (Group)
- Tiger & Bunny (Yuri Petrov/Lunatic)
- Transformers: Armada (Demolishor, Thrust)
- Transformers: Energon (Ironhide/Irontread, Wing Dagger/Wing Saber)
- Turn A Gundam (Laborer #A, farmer #B, militia soldier #B)
- The World of Narue (Shimada owner)
- Tóquio Ghoul (Tatara)
- Umineko não Naku Koro nem (Amakusa Juuza)
- Uta não Prince-sama (Hyouga Ryuuya)
- Vatican Kiseki Chōsakan (Pai Julia)
- Yakitate!! Japan (Edward Kaiser)
- Yatterman (Chokotto)
- Yes! PreCure 5 (Count Rozetto)
- Young Black Jack (Yabu)
- Yowamushi Pedal (Midousuji Akira)
- Yu-Gi-Oh! GX (Fubuki Tenjōin)
- Zettai Karen Children (Kyōsuke Hyobu)

### OVAs
- Attack On Titan: A Choice with Não Regrets (Farlan Church)
- Bleach: The Sealed Sword Frenzy (Gin Ichimaru)
- Dogs: Bullets & Carnage (Ian)
- Hunter x Hunter G I Final (Bara)
- Initial D Extra Stage Impact Blue (Nogami)
- Kamen Rider Dêem-Ou Collection DVD "Imagin Anime" (Urataros)
- Saint Seiya: The Lost Canvas (Scorpio Kardia)
- The Prince of Tennis: The National Tournament Semifinals (Osamu Watanabe)
- Sex Pistols (Hoikushi)
- Kuroshitsuji: Ciel in the Wonderland (Lau)
- Shōwa Genroku Rakugo Shinjū: Yotarō Hōrō-hen (Mangetsu Tsuburaya)

### CD Drama
- Blue Exorcist: Money, money, money (Renzō Shima)
- Mujihi na Otoko, Mujihi na Anata & Mujihi na Karada (Shirahane Nanao)

### Videogames
- Ar tonelico II (Croix Bartel)
- Bleach: Kurenai nem Somaru Soul Society (Gin Ichimaru)
- Bleach: Erabareshi Tarashii (Gin Ichimaru)
- Bleach GC: Tasogare nem Mamieru Shinigami (Gin Ichimaru)
- Bleach: The Blade of Fate (Gin Ichimaru)
- Bleach: Kokui Hirameki Requiem (Gin Ichimaru)
- Bleach: Hanaterashi Yabou (Gin Ichimaru)
- Bleach: Blade Battlers (Gin Ichimaru)
- Bleach: Blade Battlers 2nd (Gin Ichimaru)
- Bleach: Shattered Blade (Gin Ichimaru)
- Bleach: Heat the Soul 2 (Gin Ichimaru)
- Bleach: Heat the Soul 3 (Gin Ichimaru)
- Bleach: Heat the Soul 4 (Gin Ichimaru)
- Dear Girl ~Stories~ Hibiki (Teran Ikkemen)
- Hakuōki: Kyoto Winds (Harada Sanosuke)
- Hakuoki Shinsengumi Kitan (Harada Sanosuke)
- Hakuoki Zuisouroku (Harada Sanosuke)
- Hakuoki Shinsengumi Kitan (PSP) (Harada Sanosuke)
- Hakuoki Shinsengumi Kitan (PS3) (Harada Sanosuke)
- Hakuoki Yugiroku (Harada Sanosuke)
- Kamen Rider: Climax Heroes séries (Kamen Rider Dêem-Ou Rod Form, Kamen Rider Dêem-Ou Super Climax Form)
- Kichiku Megane (Midou Takanori)
- Lucky Dog 1 (Bernardo Ortolani)
- Nier Replicant (Nier)
- Pokémon Pearl (Mewtwo)
- Rogue Galaxy (Young Dorgengoa, Gale Dorban)
- Sonic the Hedgehog séries (Shadow the Hedgehog)
- Starry☆Sky (Iku Mizushima)
- Tais of Hearts (Chlorseraph)